# Stearman XA-21
Stearman XA-21 byl dvoumotorový bitevní letoun vyvinutý americkou společností Stearman Aircraft. Jeho tovární označení je X-100. Vyroben byl pouze jeden prototyp, který poprvé vzlétl roku 1938. Neúspěšně se zúčastnil soutěže United States Army Air Corps, ze které vzešly typy Douglas A-20, Martin Maryland a North American B-25 Mitchell. XA-21 byl první celokovový jednoplošník vyvinutý společností Stearman. V dubnu 1939 se Stearman stal součástí Boeingu, takže byl tento typ označován Boeing XA-21.

## Vznik a vývoj

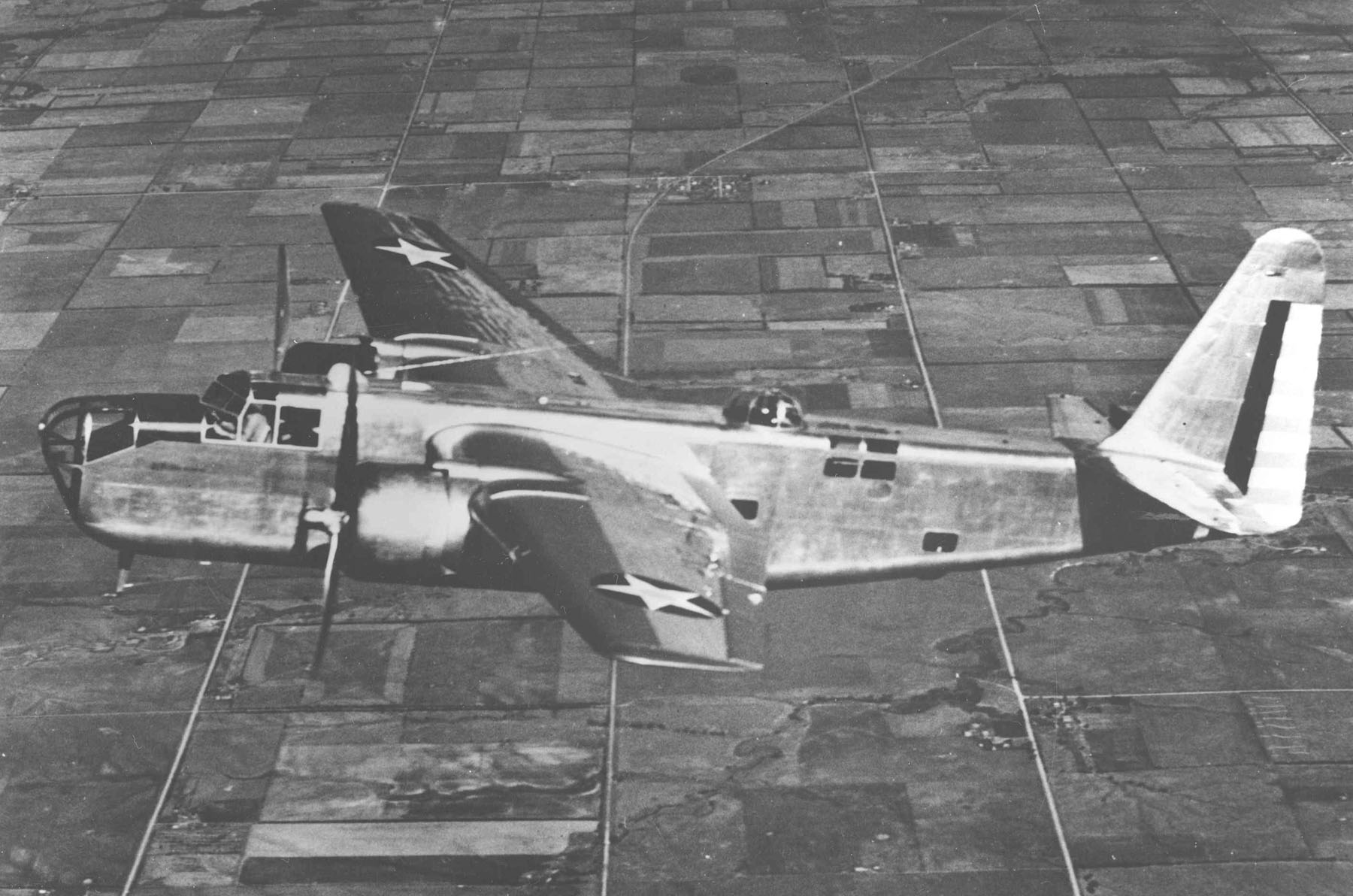
Stearman XA-21 po přestavbě v letu

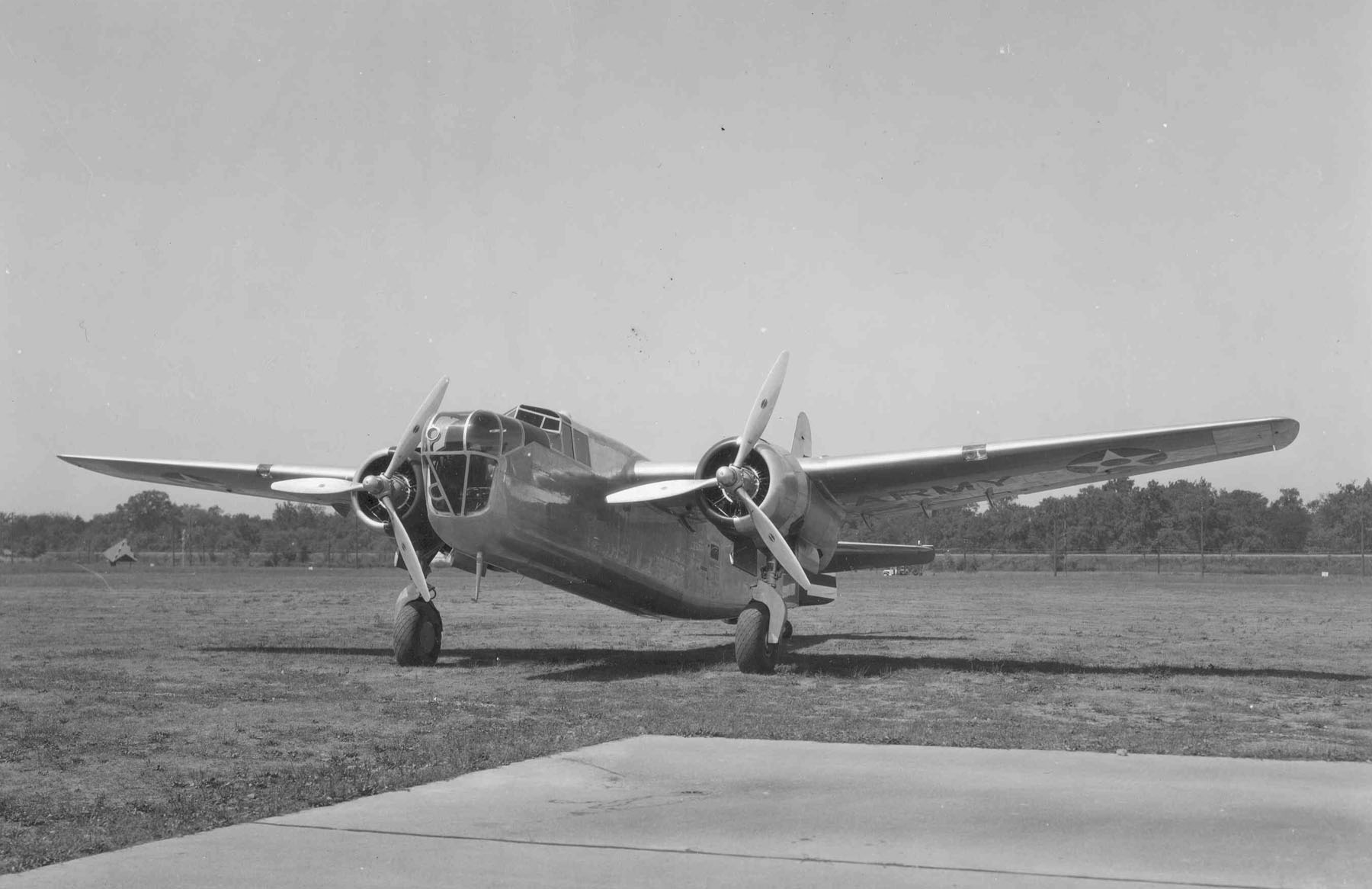
Čelní pohled na zaparkovaný Stearman XA-21

Roku 1938 americké armádní letectvo vypsalo soutěž na nový dvoumotorový útočný bombardér. V červenci 1938 byly předloženy čtyři projekty: Bell Model 9, Douglas 7B, Martin Model 1967 a Stearman X-100. X-100 se vyznačoval zajímavě řešeným trupem bez stupňování pilotní kabiny. Poháněly jej motory Pratt & Whitney R-2180-7. Všechny čtyři společnosti letectvo vyzvalo ke stavbě prototypů. Dodatečně se do soutěže zapojil i North American NA-40 (později NA-40B). Před stavbou prototypu skončila společnost Bell a při vojenských zkouškách havarovaly prototypy Douglas 7B a North American NA-40B. V soutěži zůstaly Stearman X-100 pod označením XA-21 a Martin 167 pod označením XA-22.
Postaven byl jeden prototyp Stearmanu XA-21 (sériové číslo 40-191). Zkoušky ukázaly, že původní provedení překrytu kabiny omezuje výhled pilota, proto byl trup upraven a dostal konvenčně vyhlížející stupňování. Tato změna nijak podstatně neovlivnila výkony, ale sériová výroba typu nebyla objednána. Namísto vyhlášení celkového vítěze však letectvo vyhlásilo novou soutěž, v níž zvítězil Douglas 7B vyráběný jako Douglas A-20. Projekt společnosti Martin vyústil s bombardér Maryland a projekt North American se stal slavným B-25 Mitchell.

## Konstrukce

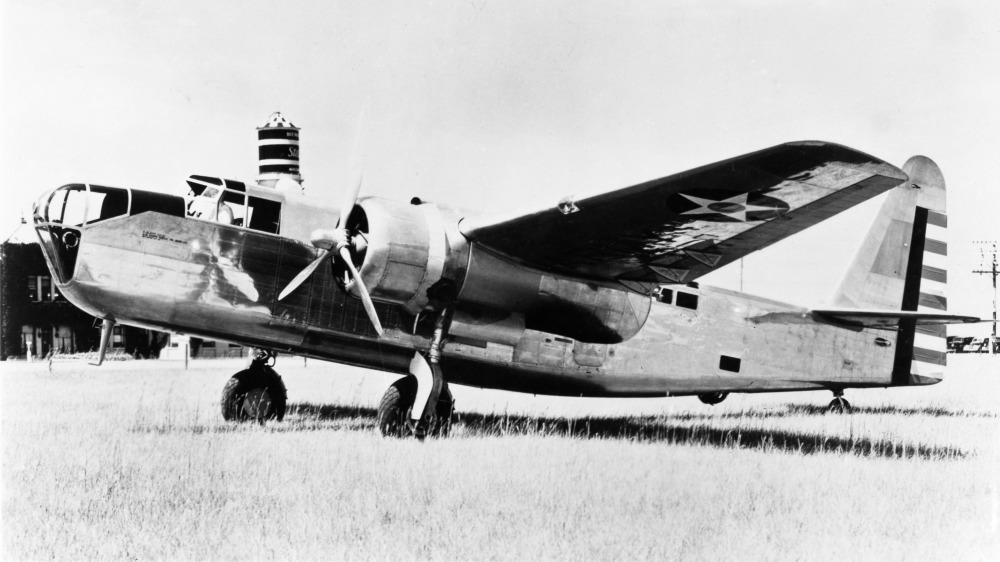
Stearman XA-21

XA-21 byl celokovový dvoumotorový hornoplošník se zatahovacím záďovým podvozkem. Osádka byla tříčlenná. Netypické pro tehdejší americké letouny bylo uspořádání kokpitu s aerodynamicky tvarovaným „skleníkovým“ překrytem bez stupňování, který zakrýval stanoviště pilota i bombometčíka. Vzhled letounu tak připomínal německé bombardovací letouny té doby. Po zjištění, že tato konfigurace omezuje výhled pilota, byl prototyp přestavěn na konvenční stupněnou příď. Letoun poháněly dva hvězdicové motory Pratt & Whitney R-2180-7 Twin Hornet.

## Uživatelé
- Spojené státy americké
  - United States Army Air Corps

## Specifikace (XA-21)
Data dle Museum of the United States Air Force

### Technické údaje
- Posádka: 3 (pilot, bombometčík, radista/střelec)
- Délka: 16,18 m (53 stop a 1 palec)
- Rozpětí: 19,81 m (65 stop)
- Výška: 4,32 m (14 stop a 2 palce)
- Nosná plocha: 56,39 m² (607 čtverečních stop)
- Prázdná hmotnost: 5 789 kg (12 760 lb)
- Vzletová hmotnost: 8 629 kg (18 230 lb)
- Užitečné zatížení: 2 520 kg (5 560 lb)
- Pohonná jednotka: 2× hvězdicový motor Pratt & Whitney R-2180-7 Twin Hornet
- Výkon pohonné jednotky: 1 030 kW (1 400 hp)

### Výkony
- Maximální rychlost: 414 km/h (223 uzlů, 257 mph)
- Cestovní rychlost: 322 km/h (174 uzlů, 200 mph)
- Plošné zatížení: 147 kg/m² (30 lb/ft²)
- Poměr výkon-hmotnost: 250 W/kg (0,15 hp/lb)

### Výzbroj
- Hlavňová výzbroj:
  - 4 × kulomet M1919 Browning ráže 7,62 mm v křídlech
  - 1 × pohyblivý kulomet M1919 Browning ve špici trupu
  - 4 × kulomet M1919 Browning v zadní části letounu
- Letecké pumy: 1 200 kg (2 700 lb)